# Полуденные сети
«Полуденные сети» (англ. Meshes of the Afternoon) — 14-минутный экспериментальный немой фильм, снятый Майей Дерен и Александром Хаммидом в 1943 году. Считается вехой в истории артхаусного кинематографа в США. Фильм включён в Национальный реестр фильмов на второй год после создания реестра, в 1990 году. Обе роли в фильме сыграли Хаммид и Дерен, которые во время его создания состояли в браке. Следующий муж Дерен, японский композитор Тэидзи Ито, в 1959 году написал музыку к фильму.

## Сюжет
Фильм построен на круговращении фабулы, состоящей в том, что, следуя за фигурой в чёрной накидке с зеркалом вместо лица героиня возвращается к себе в дом, садится в кресло, закрывает глаза и видит, как она идёт к дому за фигурой с цветком в руке, останавливает проигрыватель, садится в кресло.

## Художественная программа
Многослойное повторение сновидческого мотива вкупе с раздваиванием и мутацией персонажей позволяет расценивать «Полуденные сети» как «фильм-сновидение» (dream film). Повторяющиеся образы ключа и ножа можно истолковывать как зримое воплощение эротических и «самоистребительных» импульсов главной героини. Последний кадр наводит на мысль о том, что героиня покончила с собой.
Майя Дерен считала, что фильм должен напоминать стихотворение. Кино для неё было неповествовательной художественной формой, тайнописью глубоко прочувствованных образов, которые создают определённое настроение, выявляя загадочное в повседневном[стиль]. Фильмы Дерен практически лишены литературно-повествовательного элемента, своей абстрактностью напоминая музыку. В этом они продолжают традиции кинематографа Жермен Дюлак («Раковина и священник») и Луиса Бунюэля («Андалузский пёс»).

Фильм основан на внутренних переживаниях. Это не пересказ события, очевидцами которого могли бы стать другие. Правильнее сказать, что фильм воспроизводит то, как, на первый взгляд, обычный случай из жизни перерабатывается, осмысливается и домысливается подсознанием в переломное эмоциональное переживание.— Майя Дерен

## Значение
Киноэнциклопедия AllMovie называет «Полуденные сети» одним из самых значимых и влиятельных экспериментальных фильмов XX века. Фильм стал прообразом короткометражек американских киноэкспериментаторов в 1950—1960-х годах. Один из крупнейших специалистов по американскому киноавангарду, Джим Хоберман, видит в нём отправную точку для формирования сюрреалистического режиссёрского почерка Дэвида Линча.